# Monténégro aux Jeux mondiaux de 2017
Cet article contient des informations sur la participation et les résultats du Monténégro aux Jeux mondiaux de 2017 à Wrocław en Pologne.

## Médailles

### Or
| Sport             | Discipline | Sportifs |
| Médaille d'or : 0 |            |          |

### Argent
| Sport                 | Discipline | Sportifs |
| Médaille d'argent : 0 |            |          |

### Bronze
| Sport                  | Discipline             | Sportifs            |
| Médaille de bronze : 1 |                        |                     |
| Ju-jitsu               | Hommes - Combat +94 kg | Dejan Vukčević (en) |